# Wesele (film 2004)
Wesele ("Le nozze") è un film commedia tragicomica polacco del 2004 diretta da Wojciech Smarzowski.

## Trama
Polonia rurale, regione della Precarpazia, anni duemila. Si celebra il matrimonio di Janusz e Kasia. Il padre della sposa, Wiesław Wojnar,  regala a Janusz un'Audi dall'aspetto nuovo di zecca e vuole che tutta la cerimonia sia sfarzosa. A questo scopo ha affittato una stanza presso la caserma dei vigili del fuoco volontari. Fin dall'inizio gli eventi si muovono però in una direzione inaspettata e spiacevole per il padre della sposa: in qualità di organizzatore del matrimonio, è ripetutamente costretto a spendere soldi a causa della necessità di pagare quote e richieste di varie persone (ad esempio, i membri dell'orchestra non intendono suonare senza essere pagati).
Il problema più grande è legato al regalo di nozze per il genero che Wojnar ha comprato. Inizialmente Wojnar aveva ordinato un'auto di lusso importata dalla Germania tramite il cognato di un prete locale. Inaspettatamente non è il cognato in persona a presentarsi, ma un amico da lui inviato, che consegna il veicolo ordinato, un'auto sportiva Audi TT, con cui 
gli sposi dovrebbero andare in luna di miele in Croazia. Il fornitore di automobili risulta essere un gangster. Riscuote parte del pagamento dell'auto in contanti e poi richiede un documento formale di cessione di due ettari di terreno precedentemente concordati come pagamento per il trasporto del veicolo. Tuttavia il proprietario del terreno, il suocero di Wiesław e nonno materno di Kasia, non vuole rinunciare alla terra. La firma dell'atto di rinuncia alla proprietà fondiaria da parte sua in realtà non avviene, perché Wincenty Mróz muore improvvisamente nella toilette mentre si cerca di convincerlo a rinunciare al terreno. La sua morte viene ripresa dalla telecamera da Mateusz, che sta filmando la cerimonia ed è un ex di Kasia.
Con l'aiuto del notaio Jan Janocha, Wojnar falsifica un atto di cessione di terreni e poi, grazie alle informazioni fornite dai suoi amici poliziotti, viene a sapere che l'auto acquistata era stata precedentemente rubata ad Amburgo. Nonostante i crescenti ostacoli e fallimenti, Wojnar cerca ancora di salvare la faccia e di portare a termine il matrimonio.
Tuttavia, alla fine perde tutto: sua moglie, dopo averlo sorpreso con una donna, se ne va e gli dice che ama un altro uomo, Mundek, suo amico. Anche la figlia lascia la festa, dopo aver capito che Janusz non l'ha sposata per amore, ma solo per ricevere una macchina nuova. A quanto pare, Kasia è incinta di un altro uomo e Janusz ha accettato di sposarla, convinto dalla promessa di Wojnar di regalargli un'auto di lusso. In un impeto di rabbia, Kasia distrugge il veicolo e poi scappa con Mateusz. Wojnar viene mutilato da un gangster (perde un dito per un colpo d'arma da fuoco) e derubato di tutti i soldi che ha risparmiato. Dopo una notte tempestosa, al mattino si presenta ubriaco, annuncia la fine delle nozze, e chiede volgarmente agli invitati di andarsene.

## Riconoscimenti
Il regista ha vinto l'Aquila ai Polskie Nagrody Filmowe, il Premio East of West - Menzione Speciale al Festival Internazionale del Film di Karlovy Vary e il Premio della Giuria dei Giovani - Menzione Speciale al Festival Internazionale del Film di Locarno, mentre come sceneggiatore ha vinto il premio per la Miglior Sceneggiatura al Festival Internazionale del Cinema di Varsavia . Marian Dziedziel (Wojnar) ha vinto il Premio del Pubblico e l'Aquila ai Polskie Nagrody Filmowe.